# Gurupi (Tocantins)
Gurupi is een van de acht microregio's van de Braziliaanse deelstaat Tocantins. Zij ligt in de mesoregio Ocidental do Tocantins en grenst aan de microregio's Dianópolis, Porto Nacional, Rio Formoso en Porangatu (GO). De microregio heeft een oppervlakte van ca. 27.445 km². In 2006 werd het inwoneraantal geschat op 127.816.
Veertien gemeenten behoren tot deze microregio:
- Aliança do Tocantins
- Alvorada
- Brejinho de Nazaré
- Cariri do Tocantins
- Crixás do Tocantins
- Figueirópolis
- Gurupi
- Jaú do Tocantins
- Palmeirópolis
- Peixe
- Santa Rita do Tocantins
- São Salvador do Tocantins
- Sucupira
- Talismã

Mesoregio's: Ocidental do Tocantins · Oriental do Tocantins

Microregio's: Araguaína · Bico do Papagaio · Dianópolis · Gurupi · Jalapão · Miracema do Tocantins · Porto Nacional · Rio Formoso